# Euphorbia indica
Chamaesyce d'Inde, Euphorbe d'Inde, Jean Bélan
Ne doit pas être confondu avec Acalypha indica.
Espèce
Euphorbia indica, la Chamaesyce d'Inde, Euphorbe d'Inde ou Jean Bélan est une espèce de plantes à fleurs appartenant à la famille des Euphorbiaceae. 

## Dénominations
La plante est désignée sous plusieurs noms en français : Chamaesyce d'Inde,, Euphorbe d'Inde,, Jean Bélan,. 

## Description

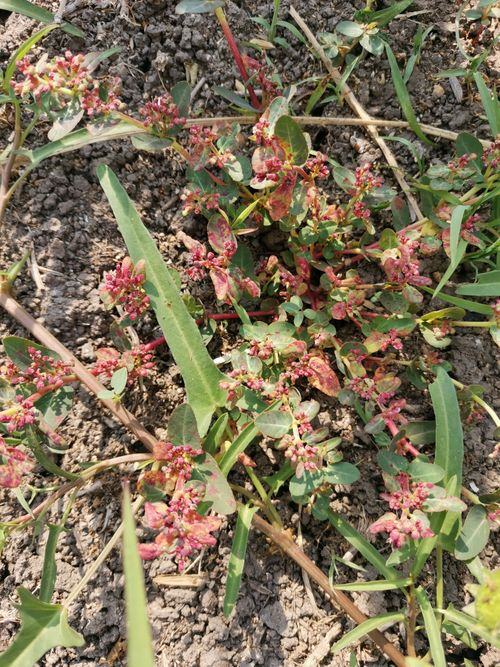
Plante entière.

Euphorbia indica est une herbe verte à petites fleurs vertes, qui se reproduit par graine.
Elle serait originaire d'Asie et de l'Afrique tropicale.
Elle évolue dans des zones de basse altitude. Elle est présente dans l'Ouest et aussi dans le Sud de l'île de La Réunion.
Il s'agit là d'une plante anthropochore c'est-à-dire disséminée par l'Homme au fil de ses déplacements. Elle est fréquente dans les jardins et les champs cultivés.

## Utilisation médicinale
C'est une plante médicinale expectorante à faible dose et vomitive à forte dose, car elle contient de l'émétine. Elle doit être utilisée ce pendant avec beaucoup de prudence.

## Systématique
Le nom correct complet (avec auteur) de ce taxon est Euphorbia indica Lam..
Euphorbia indica a pour synonymes :
- Anisophyllum indicum (Lam.) Schweinf.
- Chamaesyce indica (Lam.) Croizat
- Euphorbia androsaemoides Dennst.
- Euphorbia bracteolaris Boiss.
- Euphorbia cassioides C.Presl
- Euphorbia decumbens (Forssk.) Willd.
- Euphorbia granulata var. decumbens Forssk.
- Euphorbia hypericifolia var. bracteolaris (Boiss.) Ewart
- Euphorbia hypericifolia var. coimbatorensis Chandrab.
- Euphorbia hypericifolia var. indica (Lam.) Baker, 1877
- Euphorbia indica var. angustifolia Boiss.
- Euphorbia indica var. procumbens Pax
- Euphorbia indica var. pubescens Pax
- Euphorbia ovalifolia Kostel.
- Euphorbia pubera Blume
- Euphorbia purpurascens Schumach. & Thonn.
- Euphorbia uniflora Roxb.